# 우파강

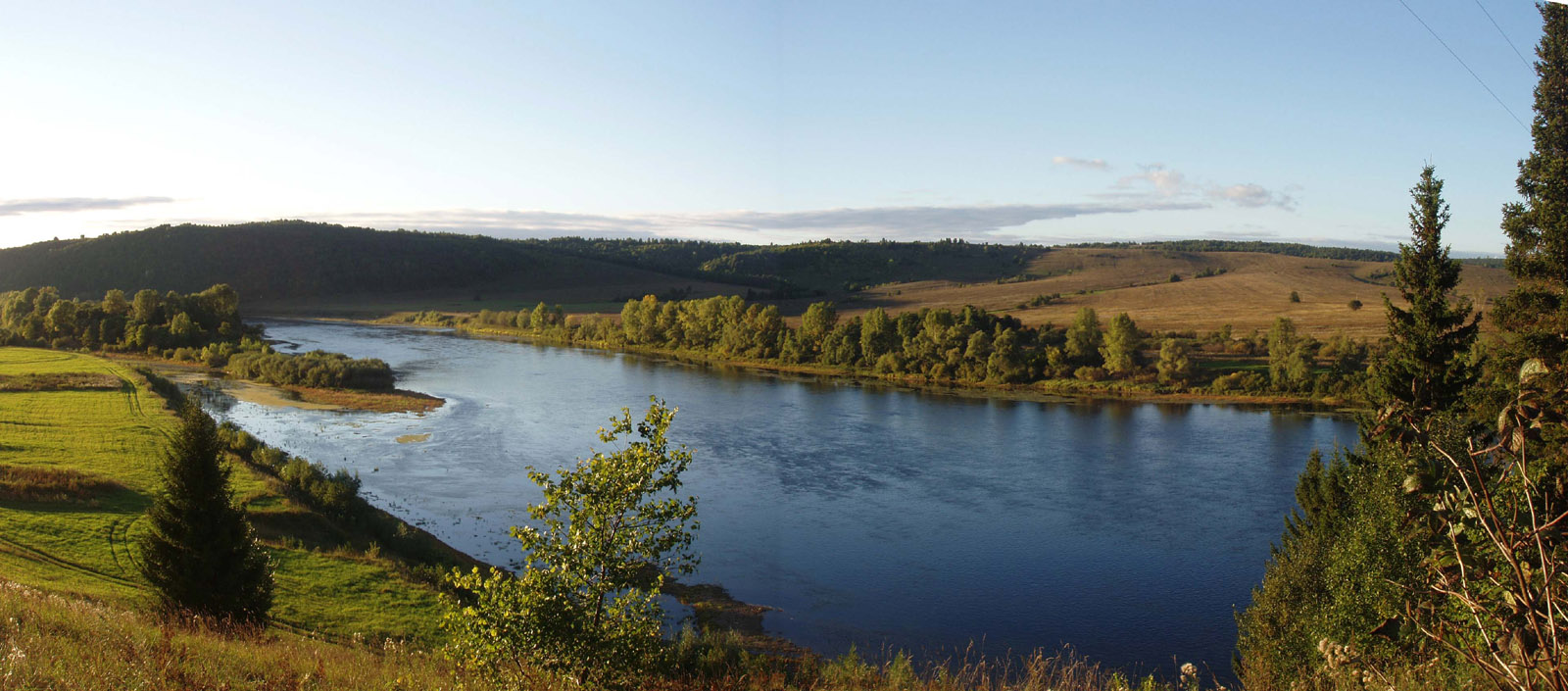
우파강 전경

우파강(러시아어: Уфа)은 첼랴빈스크주, 스베르들롭스크주 및 바시키르 공화국을 흐르는 강이다. 벨라야강의 지류이다.
전체 길이 918 km이고, 유역 면적은 53,100 km2이다.
10월 말부터 12월 초까지는 언다. 4월부터 5월까지 얼음이 녹는다.
이 강에 접해 있는 도시는 냐제베트롭스크, 크라스노우핌스크, 우파 등이다.